# Río Neuquén

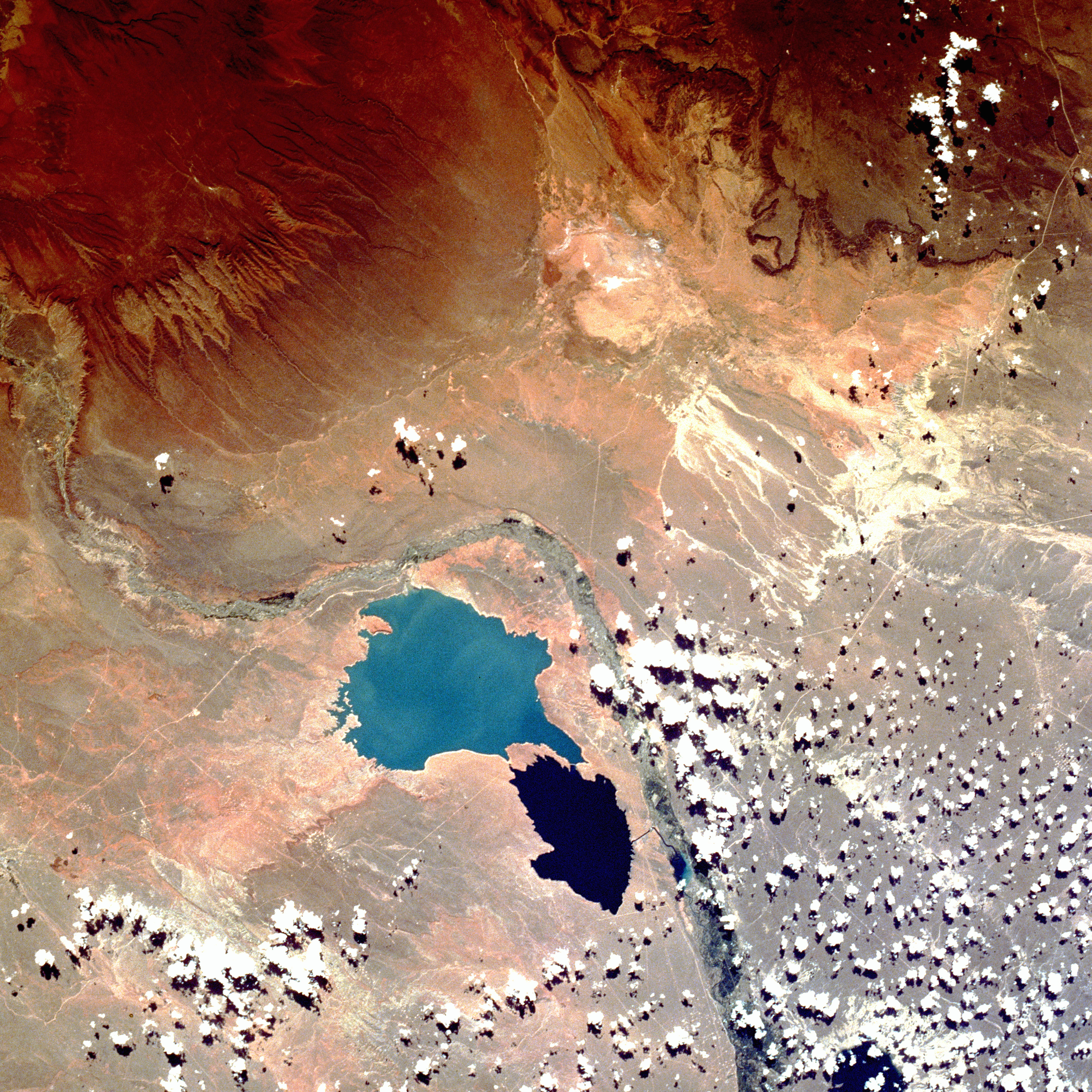
El Complejo Cerros Colorados, imagen del radar Shuttle, y el río Neuquén que atraviesa de izq. arriba, gira a la der. de los lagos y sigue abajo.

El Neuquén es un río de la Patagonia argentina. Junto al río Limay, es uno de los dos grandes ríos que confluyen para formar el río Negro y los tres forman el sistema hidrográfico más importante de la Patagonia y el más importante de todos los que se extienden íntegramente en el territorio de Argentina. El río Neuquén discurre enteramente dentro de la provincia homónima, aunque en sus últimos kilómetros sirve de límite con la provincia de Río Negro.

## Toponimia
El nombre del río proviene del idioma mapuche y su significado sigue siendo objeto de estudio.
El significado clásico de la palabra Neuquén corresponde a Félix San Martín según quien deriva de ñedquen que significa 'atrevido, arrogante y audaz'.
Gregorio Álvarez ha cuestionado el significado anterior, argumentando que parte de una «etimología caprichosa». Este estudioso identifica en la palabra dos partículas formativas: neu-én, que significa 'fuerza-tener' y ko-én que significa 'agua-tener', por lo que neu-k’en significa 'agua que tiene fuerza' y, aplicado a un río, 'fuertemente correntoso'.
Juan Mario Raone ofrece su propia versión. Este cita diversas fuentes según las cuales el nombre del río era apócope de neuquelén, que significa 'agarrado de la cola del caballo' y que esta es la forma en que se vadeaba el río históricamente.
El periodista mapuche Kvrvf Nawel cita la memoria oral mapuche según la cual el origen del nombre del río está relacionado con la acción de 'aferrarse los brazos los unos a los otros', que en idioma mapuche es nvwken y que esta palabra fue escuchada por los soldados del ejército argentino a mediados del siglo XIX y dicha a los gritos por un grupo de mapuches que, de esta manera, decidió cruzar uno de los ríos de la confluencia para escapar de dicho ejército.
Una de las primeras referencias escritas se encuentra en las crónicas del sacerdote alemán Bernardo Havestadt, en el año 1752, dónde en su diario de travesía cuenta que pernoctó del otro lado de un río amenazador llamado Ñudquen.

## Cuenca
La cuenca del río Neuquén ocupa una extensión de 49 958 km², que se desarrolla casi toda en el norte de la provincia del Neuquén y una pequeña parte en el noroeste de la de Río Negro. La cuenca queda limitada por el oeste por la cordillera de los Andes que la separa de las cuencas de Chile, que desaguan al Pacífico. En la alta cuenca hay otros sistemas montañosos con dirección norte-sur separados por valles: La sierra de Cochico, de 3500 m s. n. m. que la separa de la cuenca del río Colorado y la cordillera del Viento, que culmina en el volcán Domuyo (4709 m s. n. m.), el punto más alto de la provincia. El volcán Tromen (3978 m s. n. m.) también sirve como límite con la cuenca del Colorado. La zona central presenta paisajes de lomadas y serranías donde destacan las mesetas basálticas. Los cordones montañosos tienen un rumbo aproximado norte-sur que en algunos casos recibe el nombre de “sierras” o “cordilleras” como la “cordillera del Salado” o la “sierra de Chorriaca” en el Departamento Loncopué. En la baja cuenca, localizada en el este de la provincia de Neuquén y oeste de la provincia de Río Negro, se destaca por un paisaje mesetiforme. Desde el punto de vista geológico esta gran región natural forma parte de la denominada “Cuenca Neuquina”, una gran cubeta de sedimentación mesozoica que excede los límites provinciales.

## Curso

### Fuente
El río Neuquén nace en el cajón de los Chenques, ubicado en el departamento Minas, en el noroeste de la provincia. Este cajón es un valle con sentido este-oeste que nace al oeste la laguna Varvarco Tapia. Está coronado por cerros de 2000 m de altura media entre los que destacan los cerros Los Panules (2850 m) y De los Caballos, en el límite con Chile. El arroyo de los Chenques, juntamente con el arroyo Chañas, da origen al río Neuquén.

### Curso alto
A lo largo del curso alto, el río Neuquén recibe los siguientes afluentes:
- Varvarco: es el principal afluente que recibe en el norte y, a su vez, es colector de las aguas de la vertiente oeste del volcán Domuyo.

Desde allí, el río Neuquén se dirige hacia el sur, caudaloso, rápido y encajonado, adosado a los repliegues de la vertiente occidental de la cordillera del Viento, colectando las aguas de ese sector y las de la vertiente oriental del cordón andino. De la cordillera del Viento recibe numerosos arroyos, de valle estrecho y encajonado, que discurren en sentido este-oeste: entre ellos cabe mencionar Matancillas, Chacay, Manchana Co, Colo Michi Co, Butalón, Ñireco, Rahueco, entre otros.
- Nahueve
- Curi Leuvú
- Lileo
- Guañacos
- Reñileuvú
- Trocomán

### Curso medio
A lo largo del curso medio, el río Neuquén recibe los siguientes afluentes:
- Agrio
- Salado
- Pichi Neuquén
- Covunco

## Complejos hidroeléctricos
Unos 90 km antes de su desembocadura se encuentra el complejo hidroeléctrico Cerros Colorados, destinado a control de crecientes y generación de energía eléctrica, con la particularidad de que su original diseño permitió no inundar el valle del río. Este complejo, junto con El Chocón, permitieron controlar las crecidas del Río Negro y el desarrollo del Alto Valle del Río Negro.
Asimismo se comenzó con el proceso licitatorio (junio de 2008) para la construcción del complejo hidroeléctrico Chihuido I ubicado a 5 km aguas abajo de su confluencia con el río Agrio. El proyecto consiste en la construcción de una represa y una central hidroeléctrica conectado al sistema interconectado nacional, capaz generar 1900 GWh por año.

## Galería

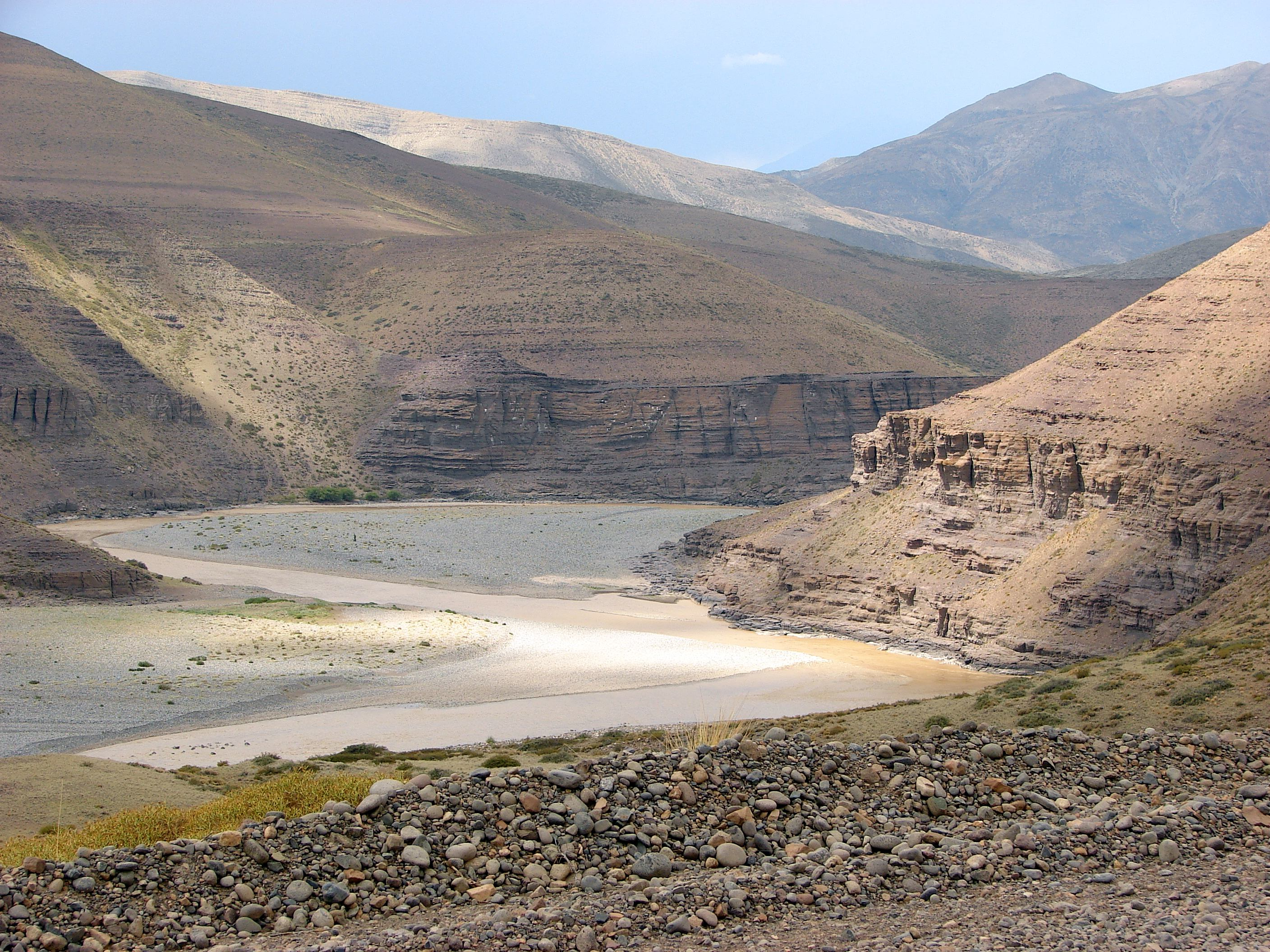
Río Neuquén en su paso por la zona norte de la provincia.
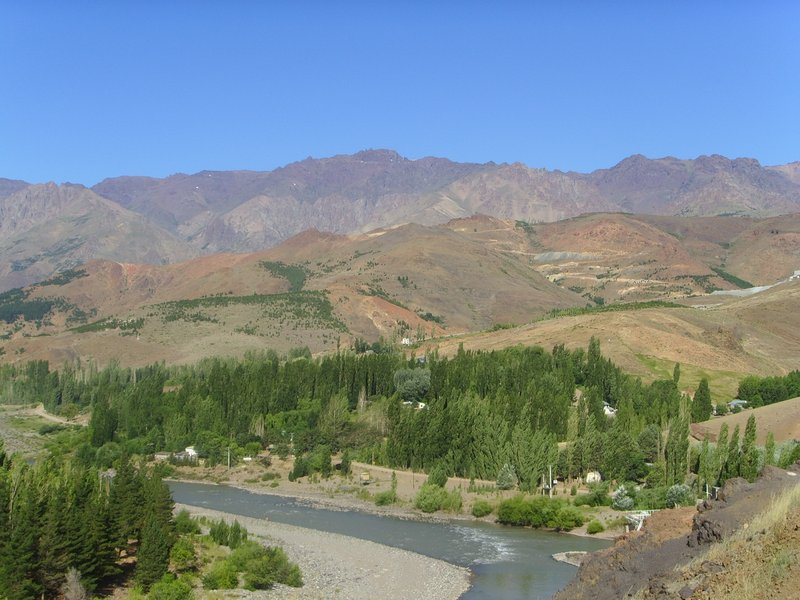
El río Neuquén a su paso por la localidad de Andacollo, en el norte neuquino.
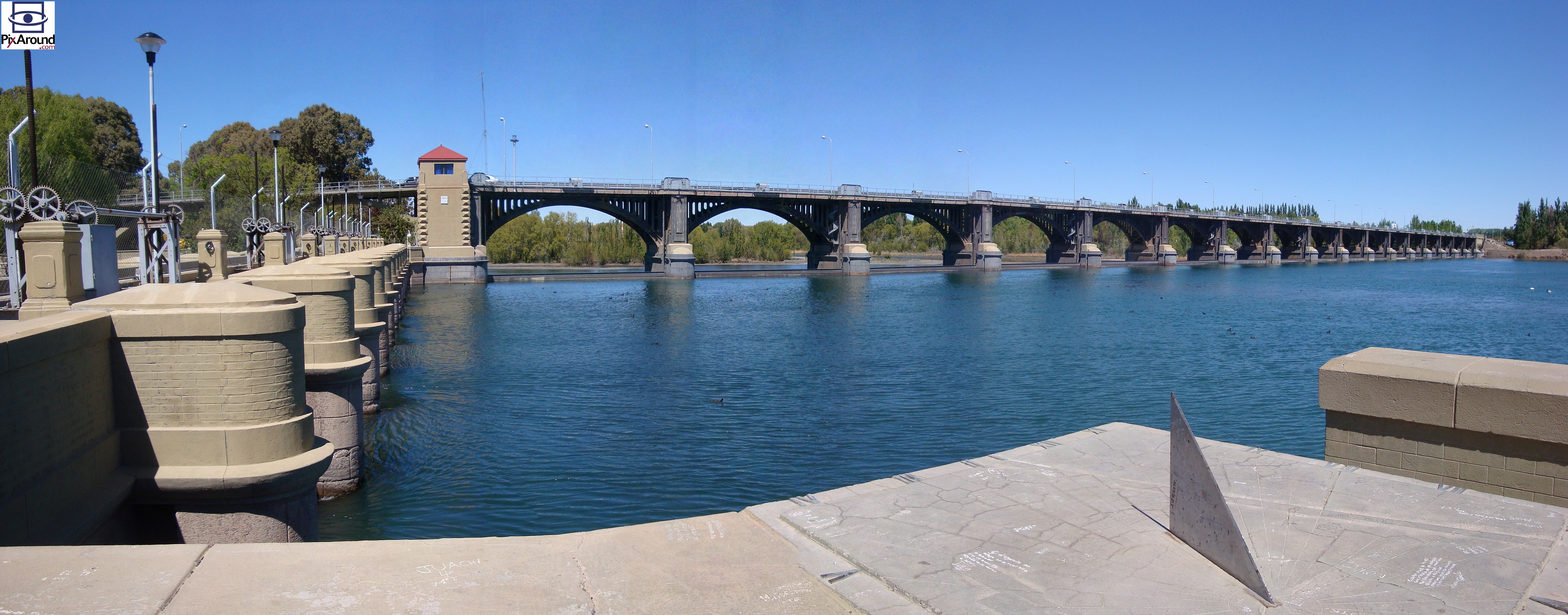
Dique Ballester sobre el río Neuquén.
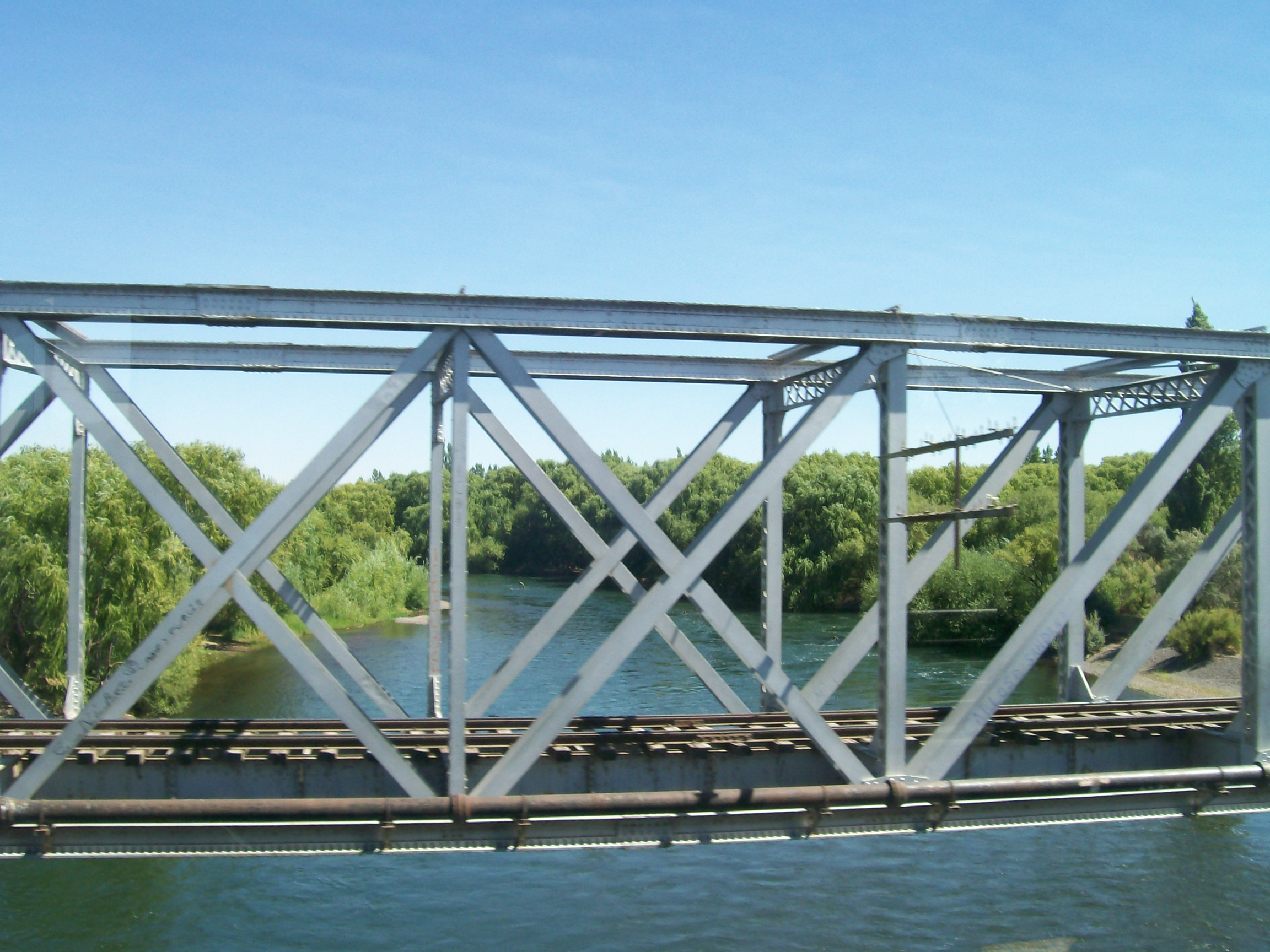
Puente ferroviario que une las provincias de Neuquén y Río Negro.